# Hathersage
 (décembre 2016).

Hathersage est un village du Peak District dans le  Derbyshire, en Angleterre. Il se situe sur la rive nord de la rivière Derwent, à environ 10 miles (17 km) à l'ouest de Sheffield. Son nom signifierait : « le bord de la bruyère » (« heather-edge ») ; il est recensé dans le Domesday Book comme Hereseige,.
Le village possède une gare (Hathersage railway station) sur la ligne ferroviaire de la vallée de Hope (Hope Valley Line).

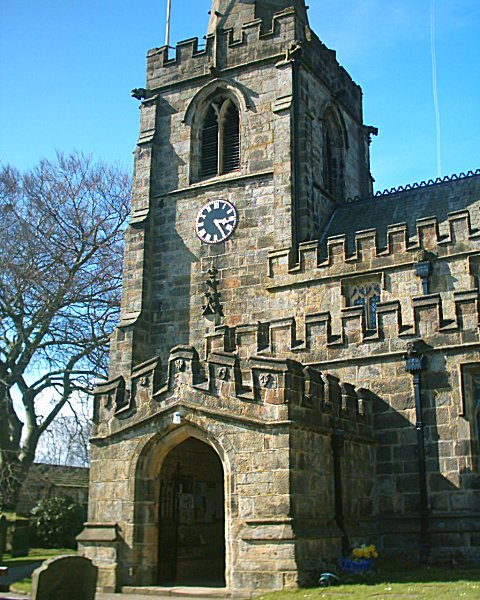
L'église St Michael à Hathersage.

La première église connue du village a été construite par Richard Bassett, fils de Ralph Bassett, chancelier d'Angleterre sous le règne d'Henri Ier Beauclerc. L'édifice actuel date principalement de la fin du XIVe siècle et du début du XVe siècle. Il possède des vitraux de Charles Kempe, qui proviennent de la Chapelle Derwent dont ils ont été retirés avant qu'elle ne soit submergée par le lac artificiel de Ladybower. Sur un monticule circulaire près de l'église médiévale, se trouve un terrassement nommé Camp Green. On pense qu'il s'agit d'une ancienne fortification construite par les Danois vers l'an 850. Dans le cimetière on peut encore voir la base et le montant inférieur d'une croix saxonne, jadis pourvue d'un cadran solaire.

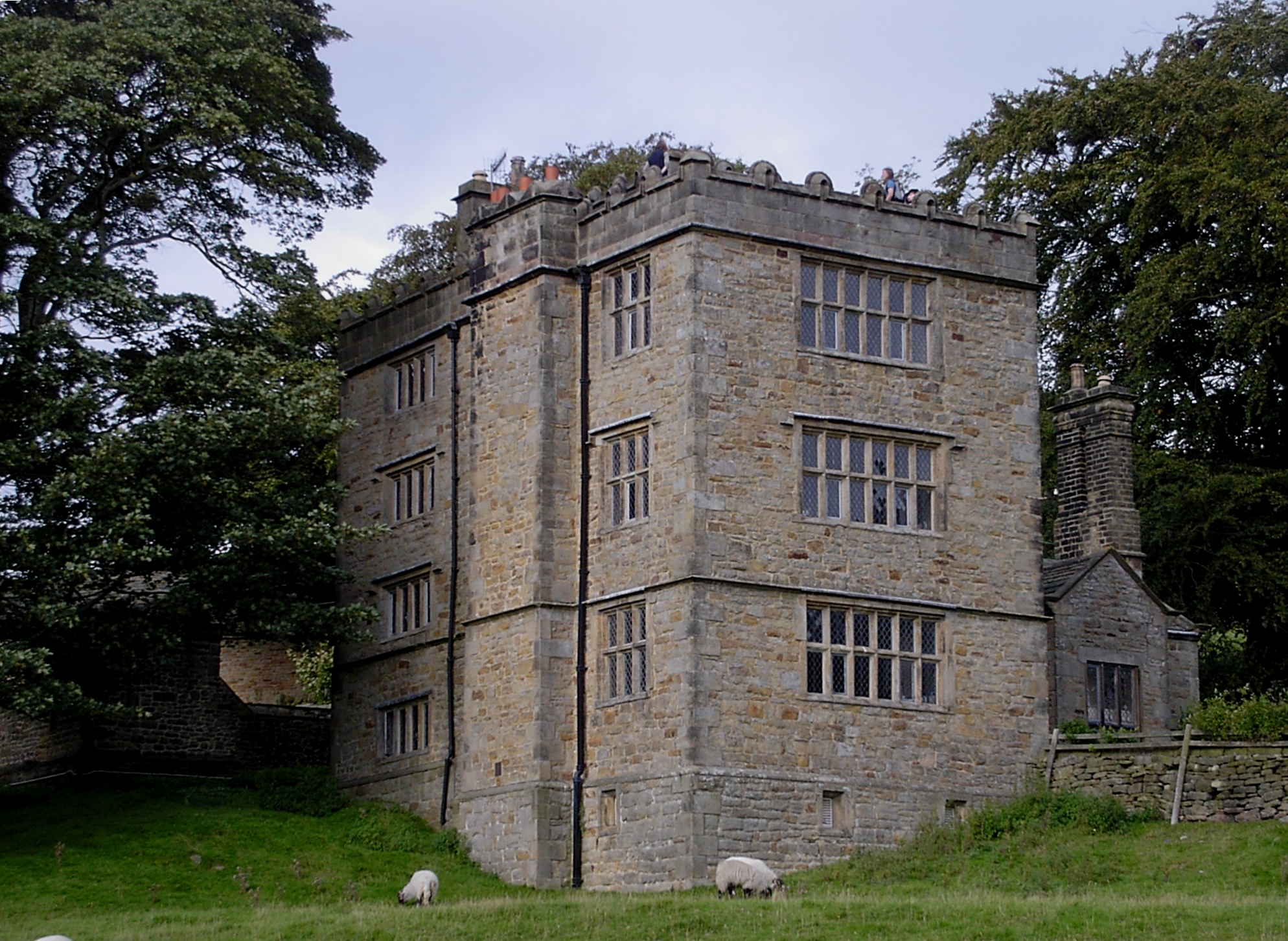
North Lees Hall en été.

En 1845, Charlotte Brontë qui travaillait alors au manuscrit de Jane Eyre, a séjourné à la cure de Hathersage, alors qu'elle rendait visite à son amie Ellen Nussey, dont le frère était le curé. De nombreux noms de lieux mentionnés dans son roman correspondent à des noms de sites réels de Hathersage. Son Thornfield Hall par exemple est en général considéré comme étant le manoir de North Lees Hall, qui se trouve aux environs de Hathersage. Le nom « Eyre » est celui d'une famille de la gentry locale. 
En 1566, Christopher Schutz,  un immigré Allemand, qui avait inventé un procédé de tréfilage, installa un atelier à Hathersage. L'atelier prit bientôt de l'importance et fabriqua des clous et des tamis utilisés par les mineurs. Il se développa aussi dans la production d'épingles et d'aiguilles. Cette activité conduisit à la rédaction d'un des premiers Factory Acts. En effet, les conditions de travail étaient très mauvaises, et dû à l'inhalation de poussières de métal, l'espérance de vie des travailleurs était d'une trentaine d'années seulement. 
Au milieu du XVIIIème siècle le village de Hathersage devint reconnue pour ses boutons en laiton.
Plusieurs scènes du film d'horreur de  Jorge Grau Le Massacre des morts-vivants (1974) ont été tournées à l'église  St. Michael de Hathersage.

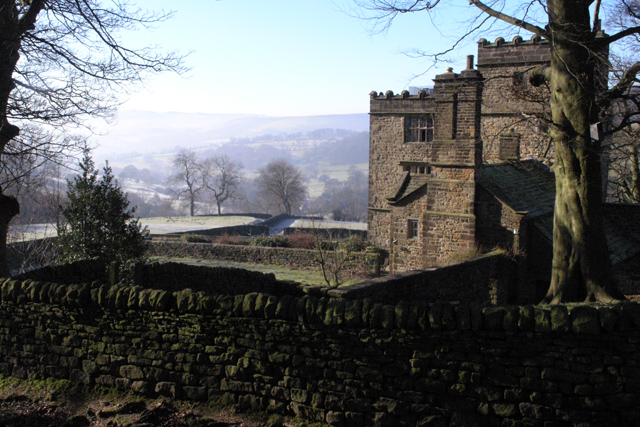
North Lees Hall en hiver

Des pierres dans le cimetière de l'église marquent l'emplacement de la tombe de Petit Jean ; en 1780 James Shuttleworth affirme y avoir exhumé un fémur mesurant 72.39 cm de long ce qui donnerait à Petit Jean une taille de 8.08 pieds (246 cm) . Le village de Loxley (South Yorkshire), situé à seulement huit miles dans la lande en bordure de  Sheffield se revendique comme le lieu d'origine de Robin des Bois (« de Locksley »). Plusieurs éléments du paysage de la région sont liés à Robin des Bois, comme la Croix de Robin des Bois (« Robin Hood's Cross ») à Abney Moor, le Saut de Robin des Bois (« Robin Hood's Stoop ») à Offerton Moor, ou la grotte de Robin des Bois (« Robin Hood’s Cave »), à Stanage Edge.

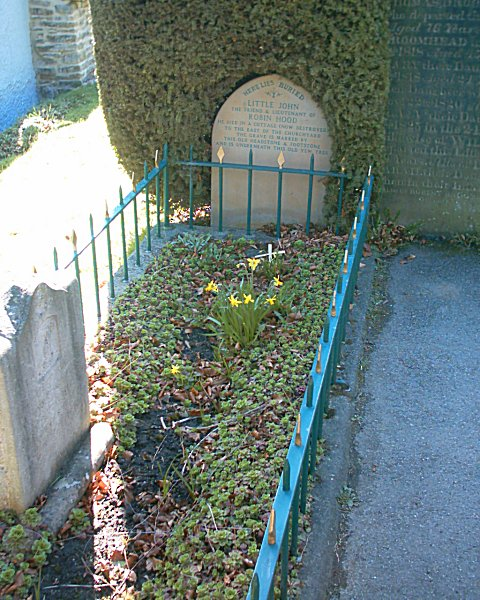
La tombe de Petit Jean dans le cimetière de l'église St. Michael